# Roque Osorio
Roque José Osorio Puche (Maracaibo, 24 gennaio 1976) è un ex cestista venezuelano.

## Carriera
Con il Venezuela ha disputato i Campionati americani del 2003.